# Aplosonyx chalybea
Aplosonyx chalybea es un coleóptero de la familia Chrysomelidae. Fue descrita científicamente por primera vez en 1831 por Hope.